# Estación de La Pepa
La estación de La Pepa será una estación ferroviaria que estará situada en Jerez de la Frontera, España.

## Situación y nombre
La estación se ubicará sobre la Avenida de la Pepa, una avenida que conecta los 2 lados de la vía del tren que atraviesa la ciudad y da nombre a la estación. Esta avenida adoptó ese nombre debido a su inauguración en 2012, 200 años después de la Constitución española de 1812, firmada en Cádiz. Una asociación vecinal reclamó un cambio al nombre de la estación.
La actual cabecera de la línea  del Cercanías Cádiz es la estación de Jerez de la Frontera, y sólo tres trenes al día de esta línea llegan a la estación de Aeropuerto de Jerez. Con la inauguración de la estación de La Pepa, la cabecera de la línea pasará al apeadero del aeropuerto, pasando de tres trenes al día a más de una veintena diarios.

## Historia
Desde 2014 se lleva solicitando la creación de apeaderos a lo largo de la línea férrea que atraviesa la ciudad, debido a que con sus más de 200.000 habitantes tenía una sola estación dentro del núcleo urbano, mientras que Cádiz, con aproximadamente la mitad de población, cuenta con 5 estaciones.
Ya en 2018, la Plataforma en Defensa del Ferrocarril exigió la construcción de 2 apeaderos; uno en las inmediaciones del Parque González Hontoria, IFECA y el Estadio de Chapín, y otro en la zona de Hipercor. Además pidió también la habilitación de la Estación de Mercancías (situada junto a la pedanía de Guadalcacín) como estación de pasajeros.
Finalmente en 2021, tras realizarse los estudios de viabilidad, se anuncia el anteproyecto de este apeadero y su nombre definitivo.

## Servicios ferroviarios
| procedencia/destino | < estación           | Línea | estación >          | destino/procedencia |
| ------------------- | -------------------- | ----- | ------------------- | ------------------- |
| Cádiz               | Jerez de la Frontera |       | Aeropuerto de Jerez | Aeropuerto de Jerez |